# ريان بروخوف
ريان بروخوف (بالإنجليزية: Ryan Broekhoff) مواليد 23 أغسطس 1990، هو لاعب كرة سلة أسترالي يلعب في الدوري التركي لكرة السلة ويحمل الرقم 45. يبلغ طوله 6 قدم 7 بوصة (2.0 م).

## روابط خارجية
- ريان بروخوف على موقع الاتحاد الدولي لكرة السلة (الإنجليزية)
- ريان بروخوف على موقع الدوري الأوروبي لكرة السلة (الإنجليزية)
- ريان بروخوف على موقع إن بي أي (الإنجليزية)
- ريان بروخوف على موقع سبورتس رفرنس (الإنجليزية)
- ريان بروخوف على موقع كرة السلة الأوروبية.كوم (الإنجليزية)
- ريان بروخوف على موقع إي إس بي إن.كوم (الإنجليزية)
- ريان بروخوف على موقع كلية كرة السلة في سبورتس رفرنس.كوم (الإنجليزية)
- ريان بروخوف على موقع ريلجم (الإنجليزية)
- ريان بروخوف على موقع بروبوليرز (الإنجليزية)
- ريان بروخوف على موقع سبورتس رفرنس (الإنجليزية)